# Chênaie de Tartu
La chênaie de Tartu (en estonien : Tartu tammik) est un parc du quartier Ihaste de Tartu en Estonie.

## Présentation
La chênaie est un espace vert situé en bordure de l’Idaringtee et à l'intersection de la rue Lammi tänav, de la rue Nõlvaku tänav et du boulevard Pallase puiestee.
Le parc a été inauguré le 14 septembre 2007.
Des chênes plantés par des personnalités : des citoyens d'honneur de la ville, des maires, des représentants des villes sœurs de Tartu, des invités importants, poussent dans le parc.

## Galerie

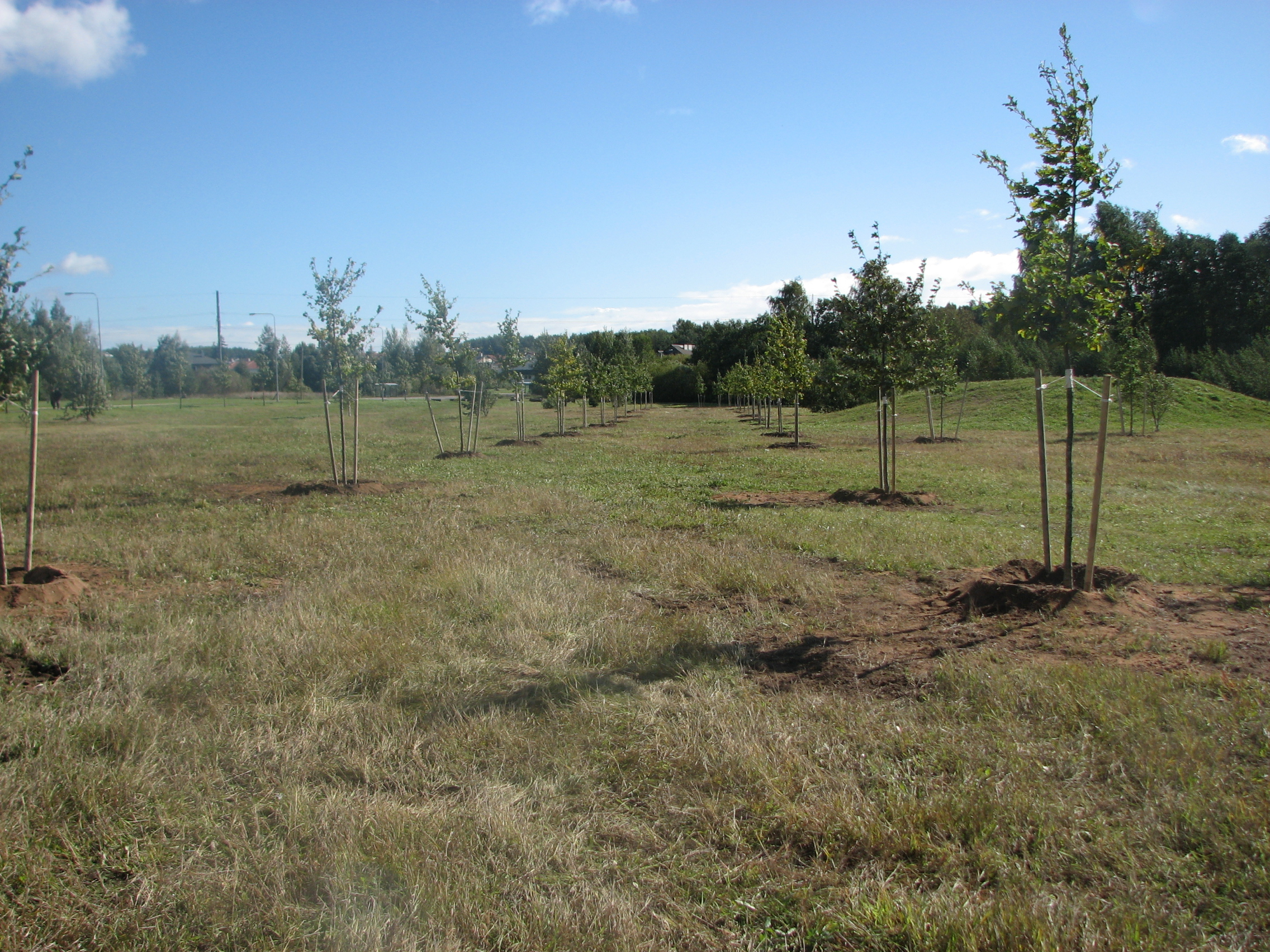
La chênaie en 2007.